# Eucalyptus aromaphloia
Eucalyptus aromaphloia là một loài thực vật có hoa trong Họ Đào kim nương. Loài này được Pryor & J.H.Willis mô tả khoa học đầu tiên năm 1954.